# تفسیر قانون موضوعه
تفسیر قانون موضوعه فرایندی است که دادگاه‌ها از طریق آن قوانین موضوعه را تفسیر و اعمال می‌کنند. در مواجهه با پرونده ای که با قانون درگیر است غالباً حدی از تفسیر ضروری است. گاهی واژه‌های یک قانون معنی ساده و سرراست دارند؛ ولی در بسیاری از پرونده‌ها قدری گنگی و ابهام در واژه‌های قانون وجود دار که باید از سوی قاضی حل و فصل شود. قضات برای یافتن معانی قوانین از ابزارها و روش گوناگون تفسیر قانون، همچون قانون نامه‌های سنتی تفسیر قانونی، تاریخچه و مقصود قانونگذاری استفاده می‌کنند.
در نظام حقوقی ایران، تفسیر قوانین بر پایه اصول کلی حقوقی، قواعد منطقی، و اراده مقنن انجام می‌گیرد. یکی از مهم‌ترین مباحث در تفسیر قانون، تشخیص مفهوم واژگان حقوقی در بستر قانونی و عملی آن‌ها است. در برخی موارد، قوانین به‌صورت کلی و مجمل بیان می‌شوند و تبیین جزئیات اجرای آن‌ها نیازمند تفسیر قضایی است.
تفسیر ممکن است به یکی از روش‌های زیر صورت گیرد:
1. تفسیر لفظی (ادبی): تأکید بر معنی لغوی و دستوری واژگان قانون دارد. این روش مناسب قوانینی است که از نظر زبانی شفاف هستند.
2. تفسیر منطقی: بر پایه‌ی اصول عقلانی و تحلیل ساختار منطقی قانون صورت می‌گیرد. این شیوه معمولاً زمانی کاربرد دارد که متن قانون ابهام دارد یا میان مواد مختلف آن تعارض وجود دارد.[۵]
3. تفسیر تاریخی: در این روش، پیشینهٔ تقنینی قانون، مذاکرات مجلس یا فلسفهٔ تدوین قانون مورد توجه قرار می‌گیرد تا هدف قانون‌گذار مشخص شود.[۶]
4. تفسیر موسع و مضیق: تفسیر موسع دامنهٔ شمول قانون را گسترش می‌دهد، در حالی‌که تفسیر مضیق به معنای محدود و تحت‌اللفظی آن بسنده می‌کند. در قوانین کیفری، تفسیر مضیق اصل است، اما در قوانین حمایتی ممکن است از تفسیر موسع استفاده شود.
5. تفسیر رسمی: توسط خود مرجع قانون‌گذار ارائه می‌شود و از نظر حقوقی الزام‌آور است. مطابق اصل ۷۳ قانون اساسی جمهوری اسلامی ایران، تفسیر قوانین عادی برعهده مجلس شورای اسلامی است.
6. تفسیر قضایی: توسط دادگاه‌ها در مقام رسیدگی به پرونده‌ها انجام می‌گیرد. هرچند در نظام حقوقی ایران، آرای قضات الزام‌آور نیست، اما در عمل نقش مهمی در تبیین نحوه اجرای قوانین دارند.

افزون بر این، در تفسیر قوانین باید به سازگاری درونی مقررات، نظام‌مند بودن مجموعه قوانین، و اصل حقوقی منع تبعیض توجه شود. تفسیر نادرست می‌تواند موجب بی‌عدالتی یا اجرای ناصحیح قانون گردد، ازاین‌رو، دقت و بی‌طرفی در این فرایند از اهمیت بالایی برخوردار است.